# Космос (готель, Москва)
Готельний комплекс «Космос» — готель який був побудований для обслуговування XXII літніх Олімпійських ігор, що проходили в Москві в 1980 році.

## Історія
Архітектура і дизайн будівлі з видом на ВДНГ (в 1992-2014 рр. - ВВЦ) і на монумент «Підкорювачам космосу» розроблялися спільно командою радянських і французьких архітекторів (В. Андрєєв, Т. Заїкін, В. Стейскал - Моспроект-1; Про . Какуб, П. Жуглё, С. Епстейн - Франція) .
Готельна програма включала:
- 1718 стандартних номерів на 2 ліжка
- 53 двокімнатних номера
- 6 чотирикімнатну номерів
- близько 3600 місць готельної мережі громадського харчування

При плануванні приміщень довелося суворо дотримуватися радянських норм, які не тільки сильно відрізнялися від західних, але й були набагато суворіше. Будівництвом будівлі займалася французька фірма «Sefri»
5 липня 1979 року по нагоди майбутнього відкриття готелю Алла Пугачова і спеціально запрошений Джо Дассен дали спільний концерт у залі конгресів готелі.
Офіційне відкриття готелю відбулося 18 липня 1979 року. Це було велике свято, на якому були присутні безліч видатних політичних діячів, бізнесменів, зірок естради.
У 1990 році ім'ям генерала Шарля де Голля названа площа перед готелем, а 9 травня 2005 року, в день святкування 60-річчя дня Перемоги, на ній в присутності Жака Ширака було відкрито пам'ятник Де Голлю. Восьмиметрова скульптура вознесена на класичний десятиметровий постамент з полірованого граніту. Автори пам'ятника - скульптор Зураб Церетелі і архітектор А. В. Кузьмін.
За більш ніж 25 років роботи готелю в ньому зупинялося безліч відомих особистостей.

## Характеристики готелю
- У готелі 25 поверхів
- У готелі 1777 номерів:
  - 1311 стандартних,
  - 417 стандартних підвищеної комфортності,
  - 37 люксів і напівлюксів,
  - 6 апартаментів,
  - 6 номерів люкс гранд.

У всіх номерах і на території готелю куріння заборонене.

## Розташування готелю
Готель Космос розташована на північному сході Москви на одній з головних вулиць - проспекті Миру, в зеленому районі, в 20 хвилинах їзди до центру. Навпаки розташовані Всеросійський виставковий центр (ВВЦ) - місце проведення виставок і фестивалів, Останкінська телевежа, Музей-садиба графа Шереметьєва. Недалеко від готелю Космос перебувають спорткомплекс «Олімпійський» і виставковий комплекс «Сокольники», Ботанічний сад і Національний заповідник «Лосиний острів».
Найближча станція метро - ВДНХ.